# Forbidden Fruit
Albums de Nina Simone
Nina Simone at Newport
(1960) Nina at the Village Gate
(1962)
Forbidden Fruit est un album studio de la chanteuse et pianiste de jazz Nina Simone enregistré en 1960 et 1961 pour le label Colpix.

## Titres
Entre 1959 et 1963, Nina Simone enregistre une dizaine d'albums pour Colpix Records avant de collaborer, en 1963, avec Philips Records pour lequel elle enregistrera sept albums. Forbidden Fruit, qui paraît en 1961, fait suite à son album live enregistré lors de la soirée du 30 juin 1960 au Festival de jazz de Newport. Il est composé de dix titres orientés jazz avec une interprétation teintée de blues. Comme souvent Nina y intègre des compositions qui révèlent une construction et des ambiances différentes. Elles sont cependant centrées autour de l'amour, thème important pour l'artiste puisque sur un plan personnel elle se marie cette année-là en fin d'année avec Andrew Stroud, un policier new-yorkais.
La chanteuse choisit trois compositions d'Oscar Brown, un poète, auteur dramaturge et commentateur ayant commencé à enregistrer lui-même en 1960. Brown avait lui-même enregistré son étrange composition Rags and Old Iron en 1960 sur son album Sin & Soul... and then some ; elle est interprétée ici par Nina Simone comme une « complainte envoutante ». Brown avait à l'origine intitulé le titre comme son album, Kicks and Company, et la référence biblique est subtilement interprétée par Simone et le trio de musiciens qui l'accompagne[réf. nécessaire]. Where Can I Go Without You, coécrit et enregistré par la chanteuse et actrice Peggy Lee, est une chanson d'amour triste et sentimentale à l'image de No Good Man, tandis que le titre suivant Just Say I Love Him est interprété par Nina Simone de façon plaintive. Le morceau est issu d'une chanson italienne nommée Dicitencello vuje que des chanteurs comme Vic Damone ou Eddie Fisher ont par ailleurs permis de faire connaître à un public plus large.
| N°     | Titre                      | Compositeur                                  | Durée |
| ------ | -------------------------- | -------------------------------------------- | ----- |
| Face 1 |                            |                                              |       |
| 1.     | Rags and Old Iron          | Norman Curtis, Oscar Brown, Jr               | 4:07  |
| 2.     | No Good Man                | Dan Fisher, Irene Higginbotham, Sammy Gallop | 3:37  |
| 3.     | Gin House Blues            | Fletcher Henderson, Henry Troy               | 3:01  |
| 4.     | I'll Look Around           | D. Cross, G. C. Cory                         | 5:00  |
| 5.     | I Love to Love             | Herbie Baker, Lennie Hayton                  | 3:21  |
| Face 2 |                            |                                              |       |
| 6.     | Work Song                  | Oscar Brown, Nat Adderley                    | 2:31  |
| 7.     | Where Can I Go Without You | Peggy Lee, Victor Young                      | 2:49  |
| 8.     | Just Say I Love Him        | Val, Dale, Kalmanoff, Ward                   | 6:32  |
| 9.     | Memphis in June            | Paul Francis Webster, Hoagy Carmichael       | 2:35  |
| 10.    | Forbidden Fruit            | Oscar Brown                                  | 3:45  |

## Enregistrements
Tout comme son précédent album (Nina Simone at Newport) et le suivant (Nina at the Village Gate), Simone est accompagné d'un trio composé du guitariste Al Schackman, du bassiste Chris White et du batteur Bobby Hamilton.
| Musicien            | Instrument    |  | Équipe technique |              |
| ------------------- | ------------- |  | ---------------- | ------------ |
| Nina Simone         | piano, chant  |  | Cal Lampley      | producteur   |
| Al Schackman        | guitare       |  | Cees de Jong     | photographie |
| Chris White         | guitare basse |  | Colpix Records   | liner notes  |
| Bobby Hamilton (en) | batterie      |  |                  |              |